# Kvarnsjön (Sandhults socken, Västergötland)
Kvarnsjön är en sjö i Borås kommun i Västergötland och ingår i Rolfsåns huvudavrinningsområde. Sjön är 5,5 meter djup, har en yta på 0,032 kvadratkilometer och är belägen 233 meter över havet.